# Südschleswigscher Verein

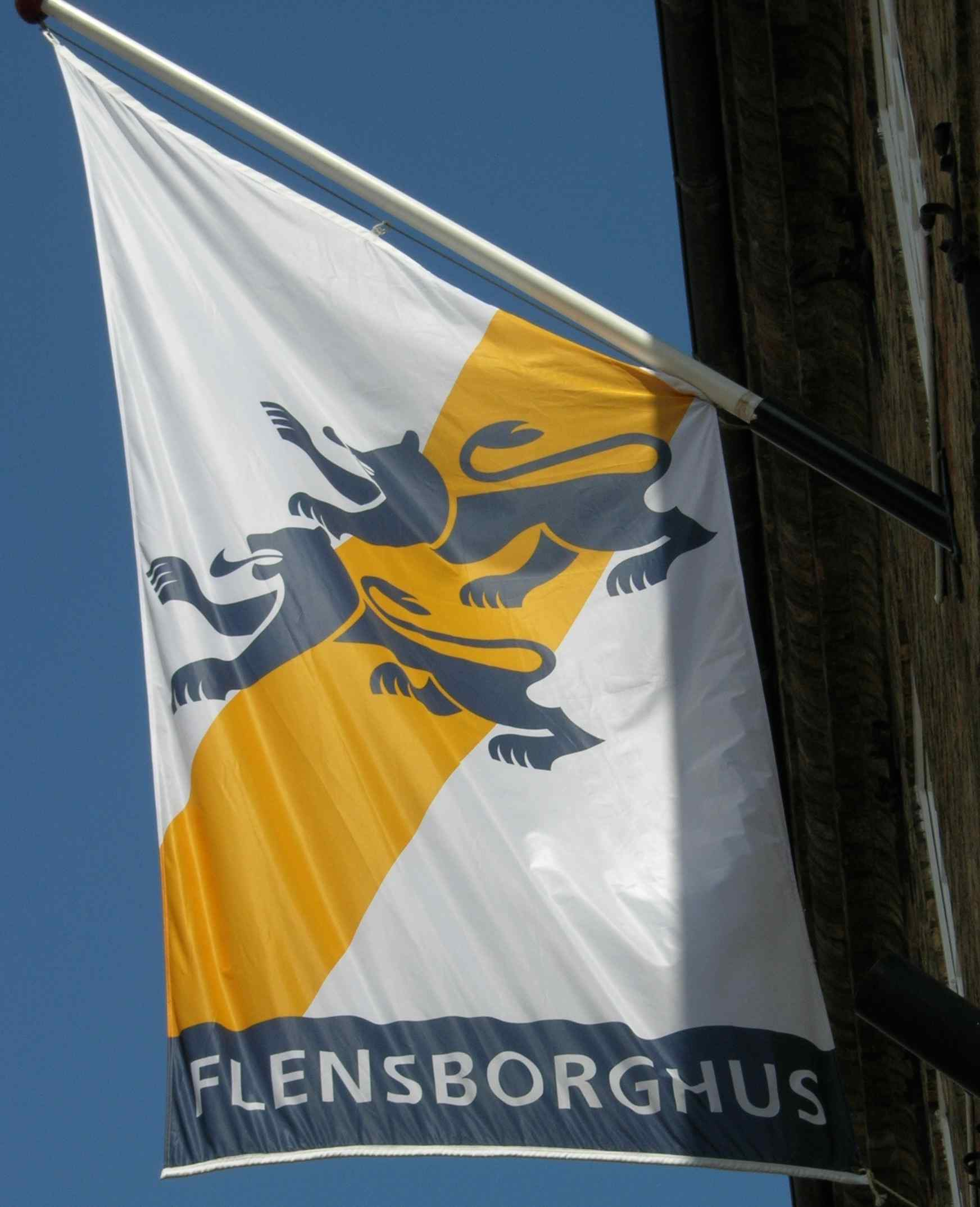
Wappen des SSF am Flensborghus

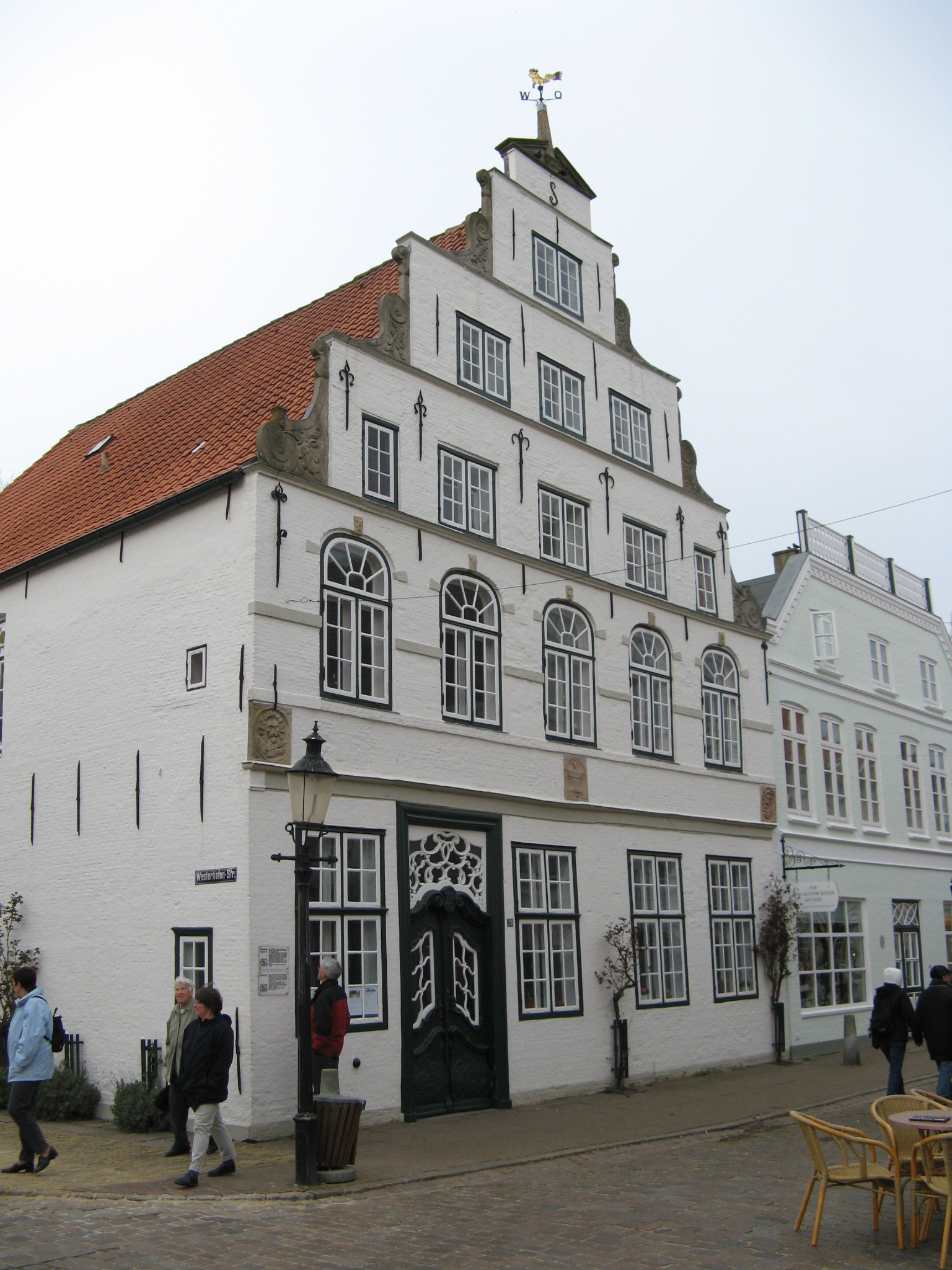
Paludanushaus, dänisches Versammlungshaus in Friedrichstadt

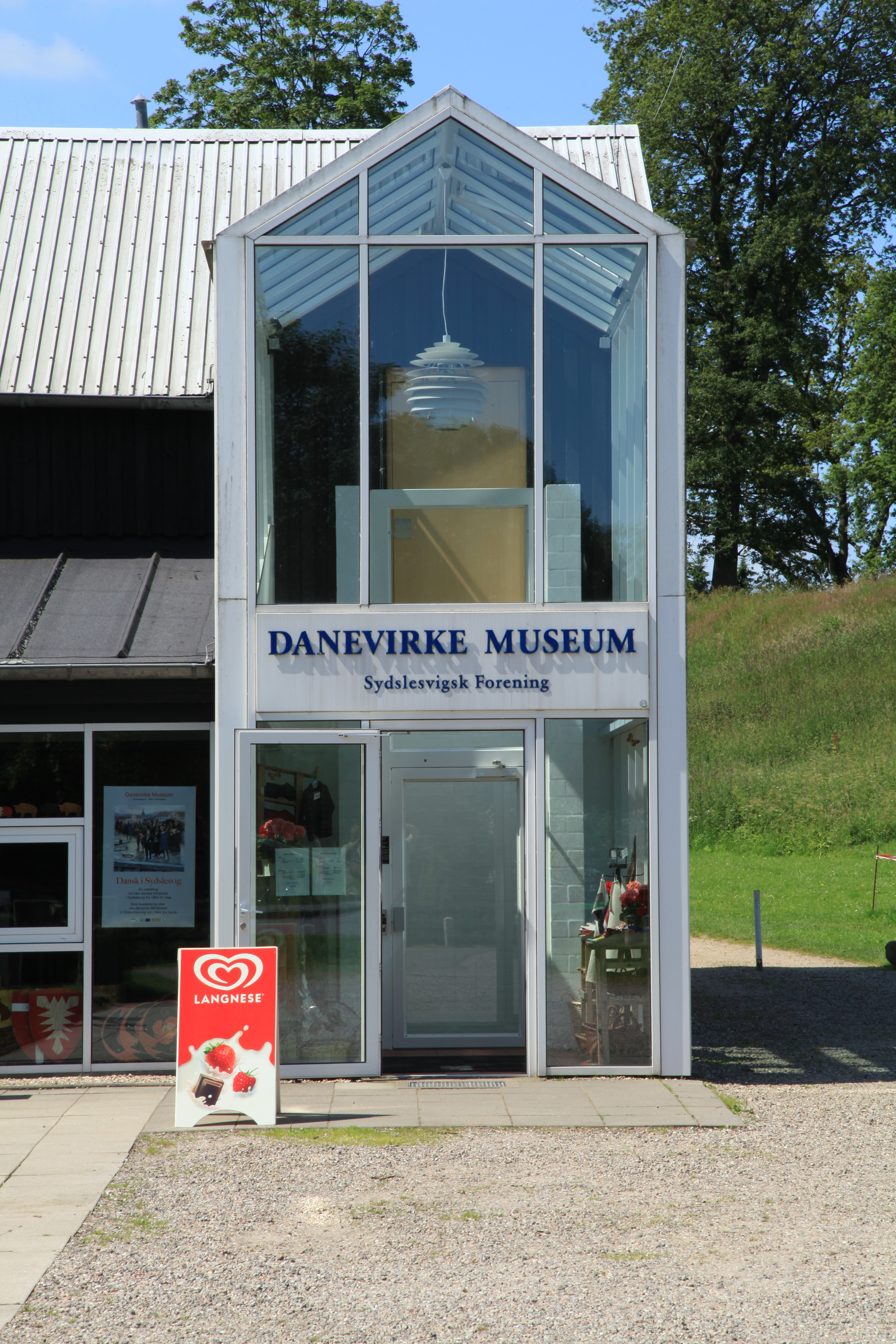
Das Danevirke Museum bei Schleswig

Der Südschleswigsche Verein (dänisch: Sydslesvigsk Forening) (SSF) ist der kulturelle Dachverband der dänischen Minderheit in Südschleswig. Der SSF besitzt etwa 14.000 Mitglieder (2005), die in 115 Distrikten organisiert sind. Die 25 angeschlossenen Vereine haben etwa 10.000 Mitglieder. Ferner sind in den Jugendvereinen etwa 12.000 Kinder und Jugendliche organisiert. Ein Großteil der kulturellen Arbeit findet daher häufig dezentral in den örtlichen dänischen Versammlungshäusern statt.
Der SSF arbeitet außerdem mit anderen Institutionen der dänischen Minderheit wie den Schulen, Kirchen, dem Dachverband der dänischen Jugendorganisationen SdU, dem Gesundheitsdienst und den Bibliotheken sowie der Friisk Foriining zusammen. Politischer Ansprechpartner ist der Südschleswigsche Wählerverband (SSW).
Die Mitglieder sind deutsche Staatsbürger mit dänischer Identität und fühlen sich als fest verankerter Bestandteil der Region, die sie durch ihre Arbeit mitgestalten wollen.
Generalsekretär des SSF ist Jens A. Christiansen.

## Geschichte
- 1920: Nach der Volksabstimmung wurde „Den slesvigske Forening“ gegründet.
- 1921: Das erste Jahrestreffen (Årsmøde) fand auf dem Blasberg statt.
- 1923: Es gab 9.000 volljährige Mitglieder. Neben zahlreichen Untergruppen in der Region gibt es auch einen „Frisisk-Slesvigsk Forening“ in Nordfriesland, in dem sich die dänisch gesinnten Friesen zusammengeschlossen haben.
- 1925: Der Südschleswigsche Verein tritt in Genf als Gründungsmitglied des Europäischen Nationalitätenkongresses auf, ständiger Delegierter wird Ernst Christiansen.[2]
- 1933: Der „Frisisk-Slesvigsk Forening“ wurde von den Nationalsozialisten verboten.
- 1940: Der Vorsitzende des Vereins, Ernst Christiansen, wurde aufgrund seiner Politik von den Nationalsozialisten abgesetzt.
- 1945: Während des Zweiten Weltkriegs sind zahlreiche Mitglieder des Vereins als Soldaten oder in Konzentrationslagern gestorben. Daher hatte der Verein nur noch 3.000 Mitglieder.
- 1946: Am 31. Januar 1946 erlaubte die britischen Militärregierung die Gründung des „Sydslesvigsk Forening“, der die gesamte dänische Arbeit in Südschleswig koordinieren soll. Der Verein wurde damit Nachfolger des „slesvigske Forening“. Die Mitgliederzahl stieg bis auf 60.000. Beim Jahrestreffen durfte der Dannebrog, die dänische Fahne, bis auf weiteres nicht gehisst werden.
- 1948: Der Verein hatte 75.000 Mitglieder. 15.000 weitere Mitgliedsanträge werden abgelehnt. Ein Grund hierfür ist die strikte Ablehnung aller Bewerber, die aktiv für die Nationalsozialisten gearbeitet hatten. Ferner wird der SSW als politisches Organ der Minderheit gegründet. Bis dahin hatte der SSF diese Aufgabe übernommen.
- 1949: Die „Kiel-Kopenhagener Erklärung“ gewährte der Minderheit und dem SSF erste Rechte.
- 1955: Durch die „Bonn-Kopenhagener Erklärungen“ wurde das Existenzrecht der Minderheit und damit des SSF gesichert. Erstmals durfte nach dem Zweiten Weltkrieg der Dannebrog beim Jahrestreffen gehisst werden.
- 1974: Erstmals seit 1948 gelang es dem SSF, die Mitgliederzahl konstant zu halten. Die Mitgliederzahl betrug ca. 21.500.
- 1987: Erstmals wurden offizielle Vertreter der Stadt Flensburg zum Flensburger Jahrestreffen eingeladen. Seitdem sind zahlreiche wichtige Repräsentanten der Stadt Flensburg und des Landes Schleswig-Holstein beim Jahrestreffen gewesen. Hierzu gehörten auch die Ministerpräsidenten Björn Engholm, Heide Simonis und Peter Harry Carstensen.
- 2006: Erstmals wurde die deutsche Nationalflagge beim Jahrestreffen gehisst.

### Vorsitzende des SSF
- 1920–1940: Ernst Christiansen
- 1940–1945: Gemeinschaftsrat mit den Mitgliedern Cornelius Hansen, I.C. Møller, Bernhard Hansen, Tage Jessen und L.P. Christensen, der später durch Samuel Münchow ersetzt wurde
- 1945–1946: Samuel Münchow
- 1946–1946: I.C. Møller
- 1946–1949: Cornelius Hansen
- 1949–1957: Niels Bøgh Andersen
- 1957–1964: Hermann Tychsen
- 1964–1965: Niels Bøgh Andersen
- 1965–1977: Ernst Meyer
- 1977–1989: Ernst Vollertsen
- 1987–2003: Heinrich Schultz
- 2003–2013: Dieter Paul Küssner
- 2013–2019: Jon Hardon Hansen
- seit 2019: Gitte Hougaard-Werner

### Mitgliederzahlen
Nach eigenen Angaben.
| - 1946: 11.801 - 1947: 68.317 - 1948: 74.683 - 1949: 74.510 - 1950: 67.945 - 1951: 61.791 - 1952: 57.118 - 1953: 51.807 - 1954: 47.120 - 1955: 42.638 - 1956: 39.348 - 1957: 37.095 - 1958: 35.091 - 1959: 33.391 - 1960: 32.199 - 1961: 31.062 |  | - 1962: 30.019 - 1963: 28.669 - 1964: 28.067 - 1965: 27.189 - 1966: 26.158 - 1967: 25.731 - 1968: 24.479 - 1969: 23.815 - 1970: 22.486 - 1971: 22.091 - 1972: 21.667 - 1973: 21.268 - 1974: 21.188 - 1975: 21.420 - 1976: 21.495 |  | - 1977: 21.396 - 1978: 21.418 - 1979: 21.425 - 1980: 21.421 - 1981: 21.295 - 1982: 21.338 - 1983: 20.629 - 1984: 20.280 - 1985: 19.888 - 1986: 19.426 - 1987: 19.055 - 1988: 18.690 - 1989: 18.279 - 1990: 18.060 - 1991: 17.911 |  | - 1992: 17.649 - 1993: 17.197 - 1994: 17.092 - 1995: 16.909 - 1996: 16.654 - 1997: 16.170 - 1998: 15.495 - 1999: 15.150 - 2000: 14.778 - 2001: 14.523 - 2002: 14.221 - 2003: 13.830 - 2004: 13.552 - 2005: 14.000 |